# قطعنامه ۱۶۱۳ شورای امنیت
قطعنامه  ۱۶۱۳ شورای امنیت سازمان ملل متحد که در تاریخ ۲۶ ژوئیه ۲۰۰۵ تصویب شد، سندی بین‌المللی دربارهٔ دادگاه جنایی بین‌المللی برای یوگسلاوی سابق است. این قطعنامه طی نشست ۵۲۳۶ام با ۱۵ رای موافق، ۰ مخالف و ۰ ممتنع تصویب شد.